# Ботанічний сад Дрездена

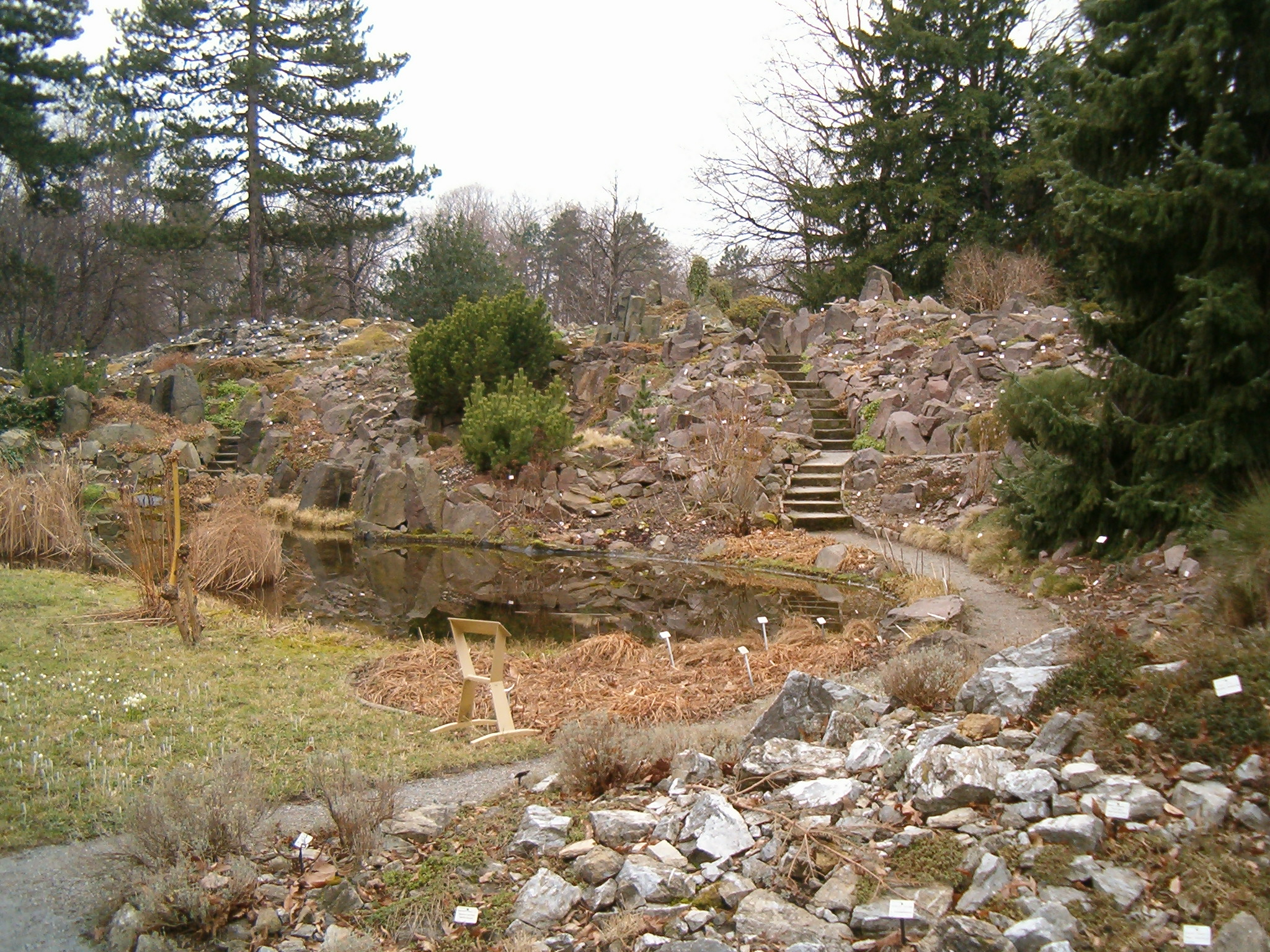
Альпійська гірка

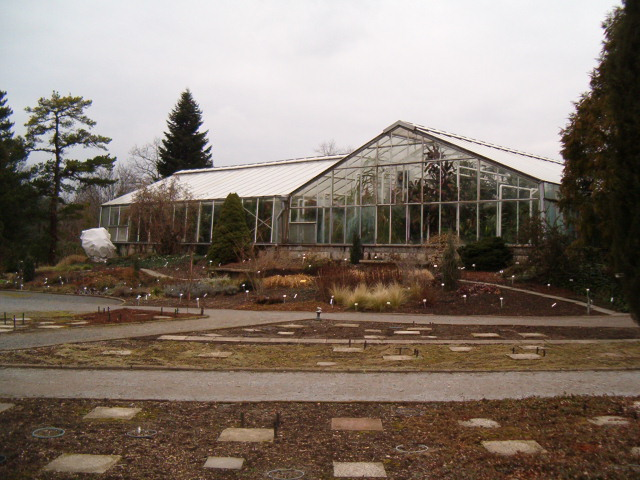
Оранжерея

 Ботанічний сад Дрездена  (нім. Botanischer Garten der Technischen Universität Dresden, Botanischer Garten Dresden) — ботанічний сад  у місті Дрезден  (Саксонія, Німеччина).

## Історія
Перший ботанічний сад Дрездена був створений у 1820 році професором Людвігом Рейхенбахом на місці, де зараз привокзальна площа, недалеко від знаменитої Тераси Брюля. У 1822 році він містив вже 7800 видів і сортів рослин.
Сучасний сад був створений у 1889 році Оскаром Друде і офіційно відкритий у 1893 році. Був зруйнований у лютому 1945 року під час бомбардування. У 1949 році став частиною Дрезденського технологічного університету, а у 1950 році знову відкритий. У наступні роки були відновлені адміністративні будівлі і оранжереї.

## Колекція
Сьогодні сад містить приблизно 10 тисяч видів рослин, у тому числі колекції однорічних рослин (близько 800 видів) і дикорослих рослин із Саксонії і Тюрінгії. Розділи ботанічного саду в основному розташовані згідно географічного принципу (Азія, Північна Америка і т.д.). Тут ростуть Quercus phellos, Corydalis nobilis, гамамеліси, рододендрони, магнолії і багато інших рослин, але є також і систематичний розділ.  На альпійській гірці ростуть європейські високогірні рослини, у тому числі тирлич, ломикамінь, гвоздика садова. У ботанічному саду представлені також первоцвіти, отруйні та лікарські рослини.
Сад також містить п'ять оранжерей загальною площею близько 1000 м², де росте 3 тисячі рослин:
- Оранжерея водних рослин.
- Оранжерея тропічних рослин.
- Оранжерея сукулентів.
- Оранжерея рослин американської пустелі.

## Галерея

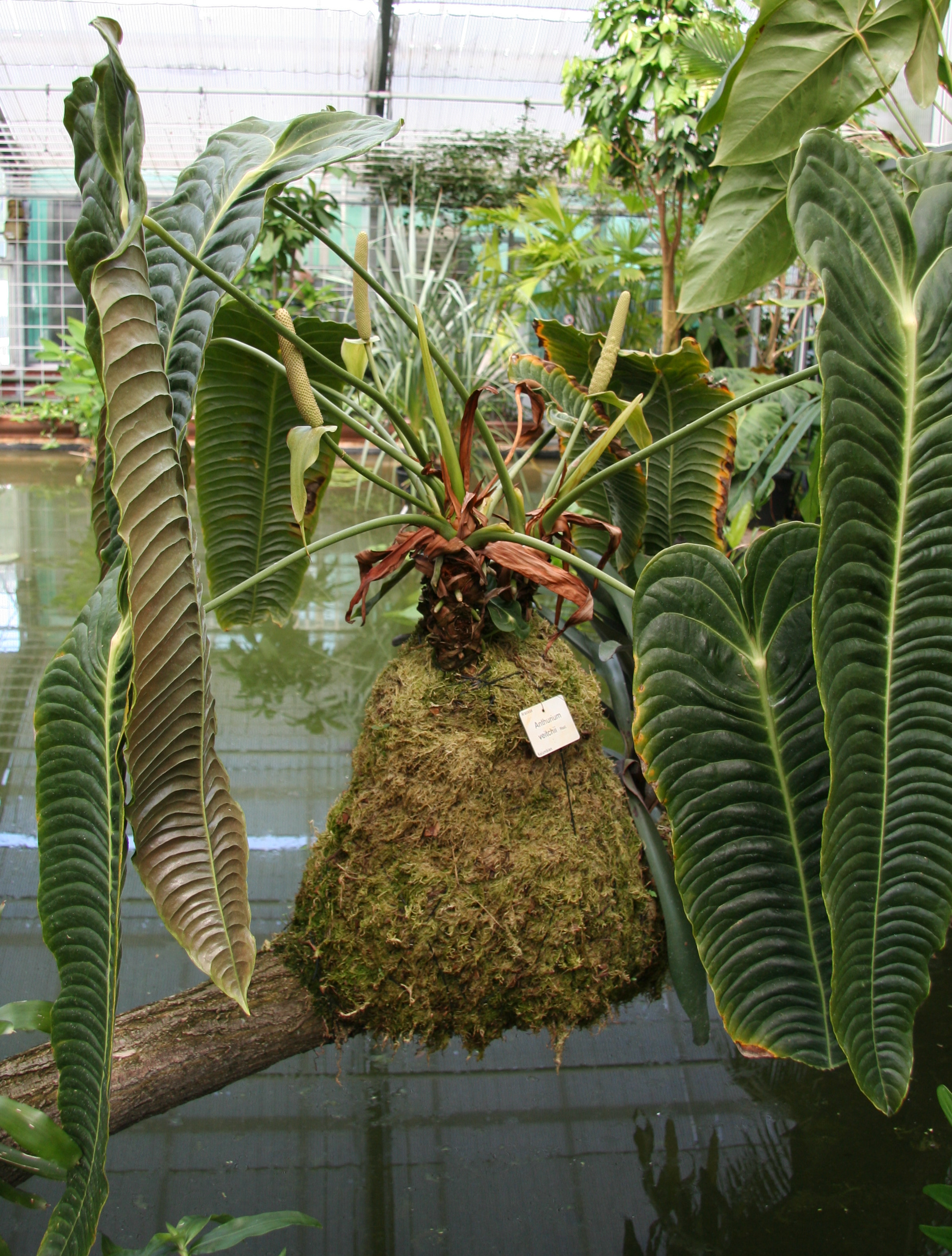
Anthurium veitchii(інші мови)
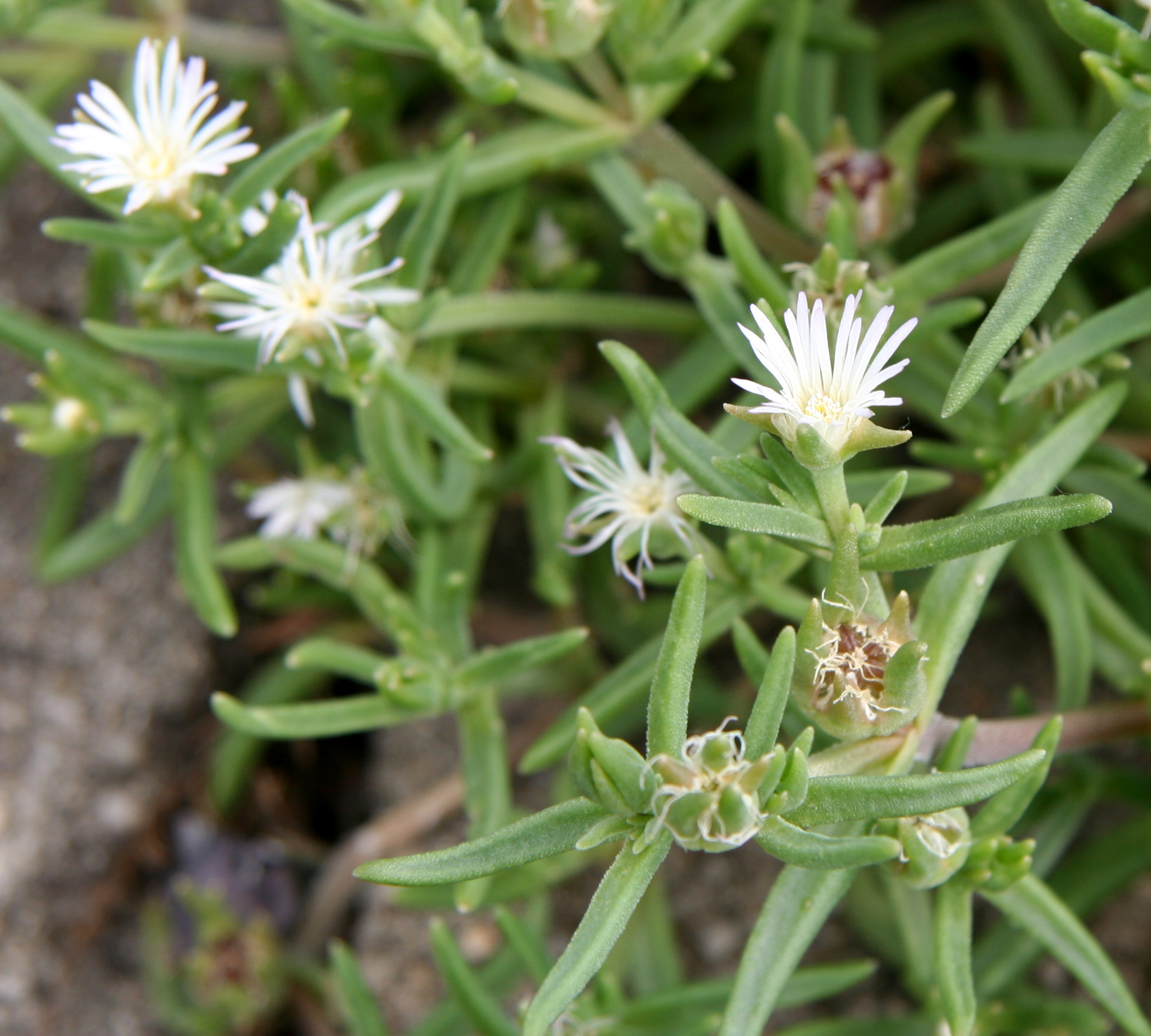
Delosperma mahonii(інші мови)
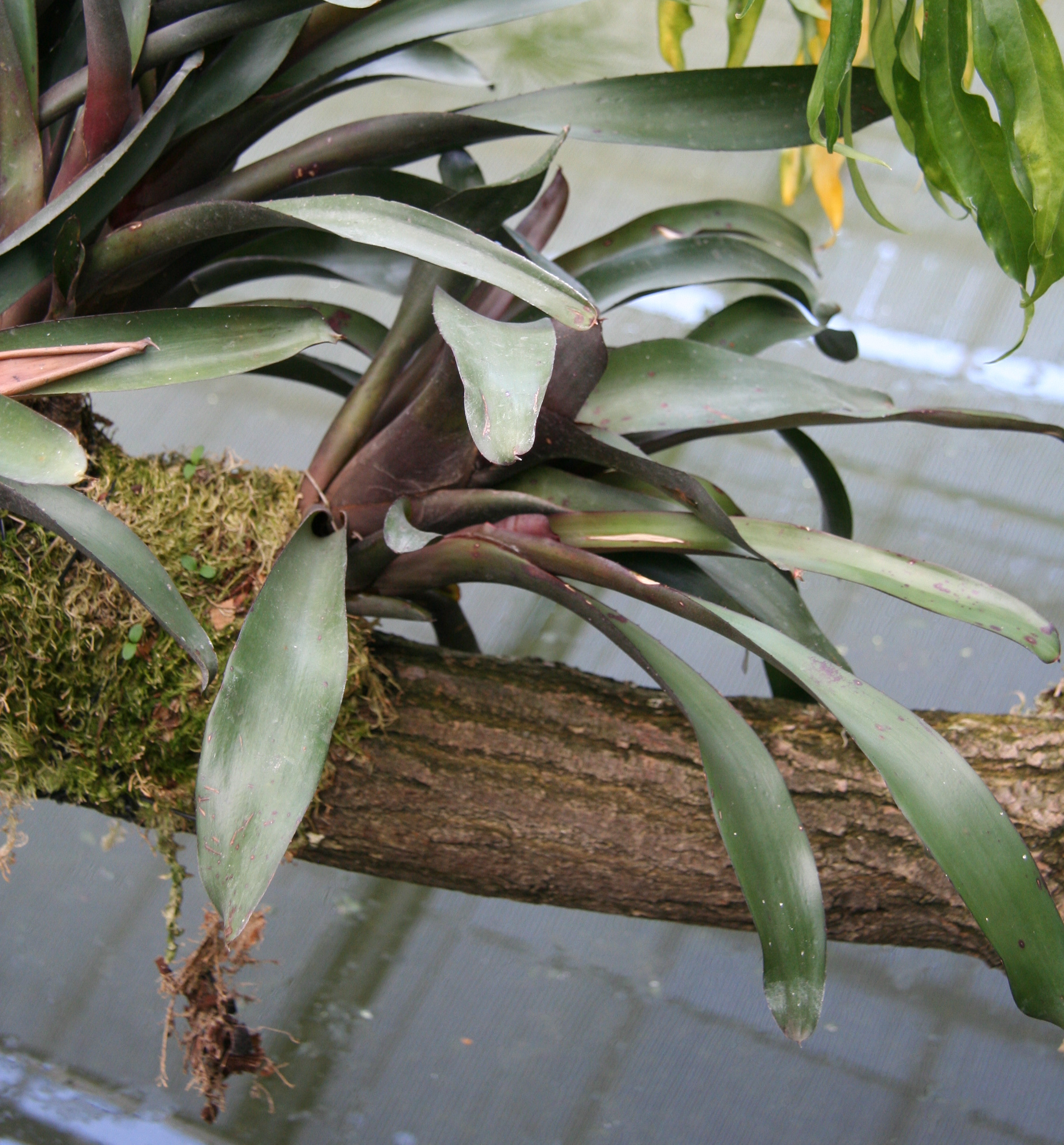
Neoregelia atroviridifolia(інші мови)
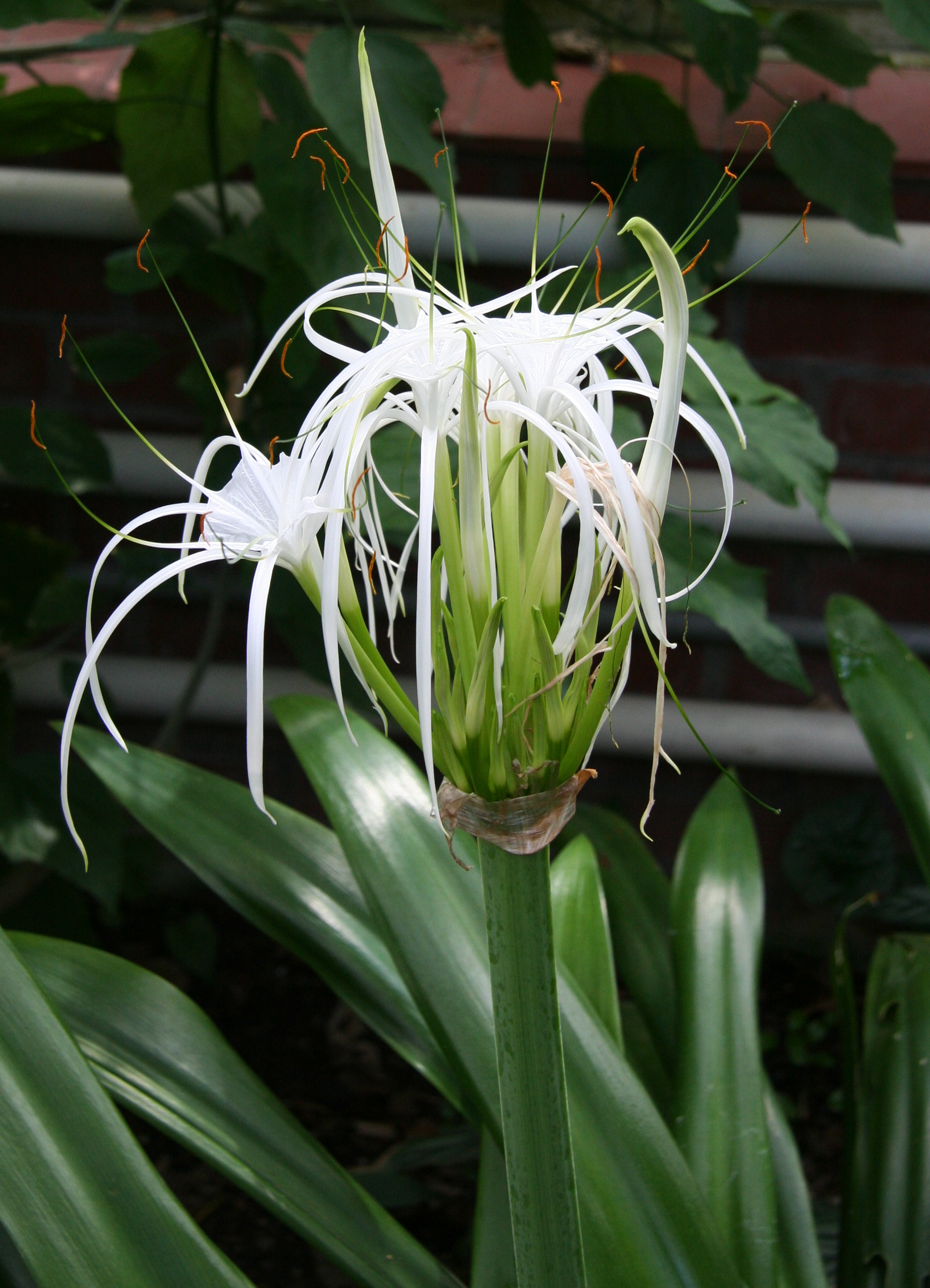
Hymenocallis expansa(інші мови)
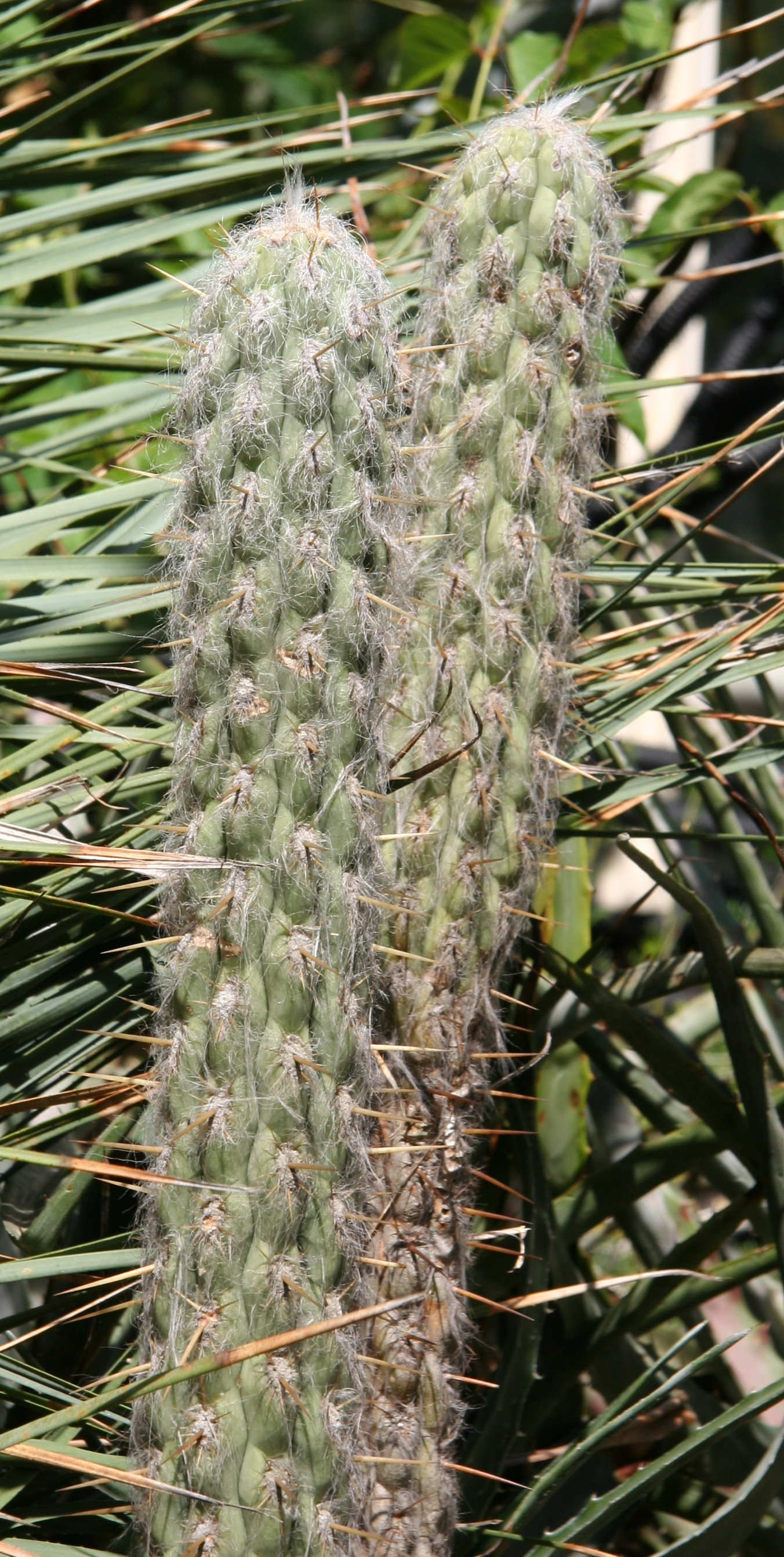
Oreocereus ritteri(інші мови)
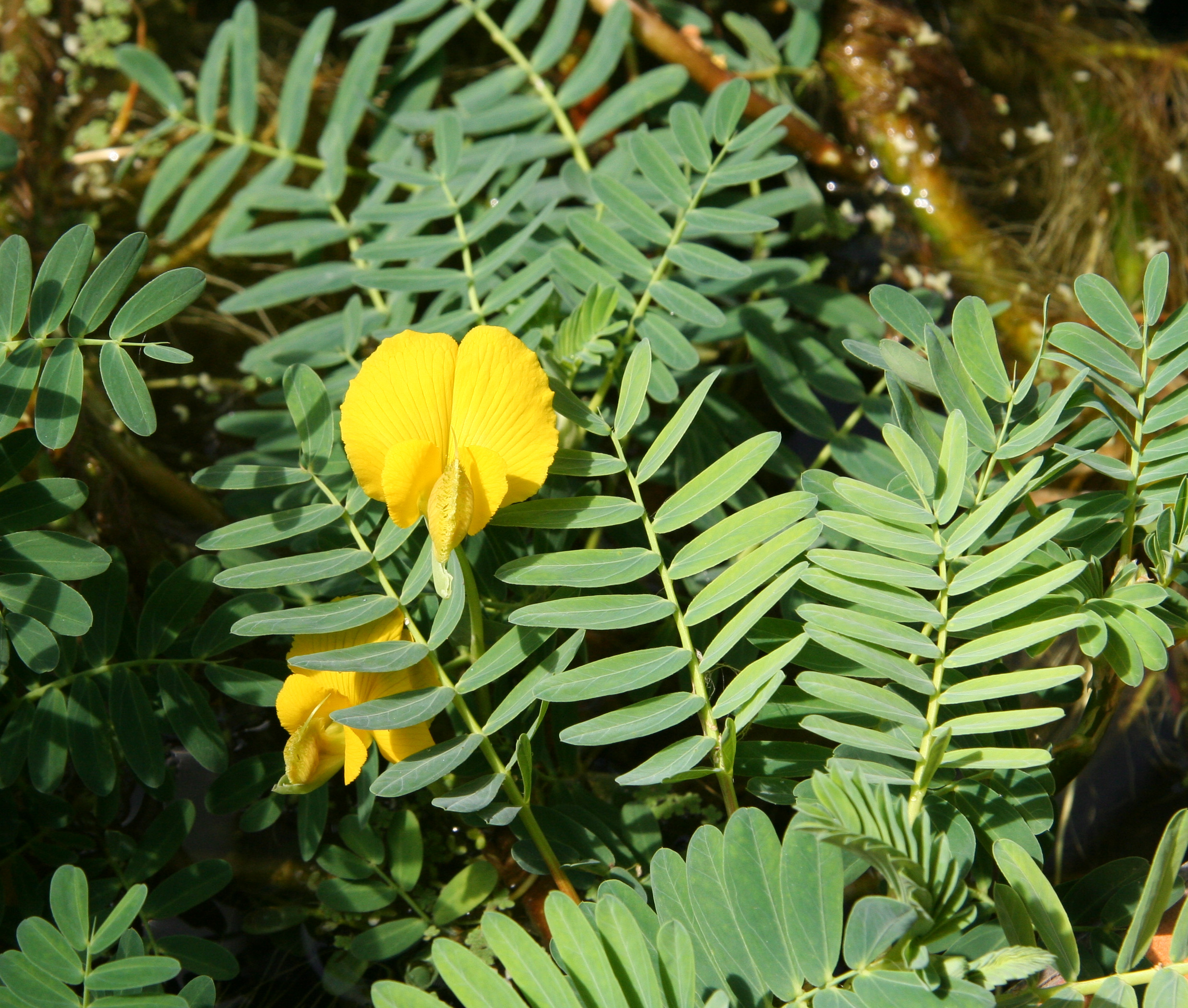
Aeschynomene fluitans(інші мови)
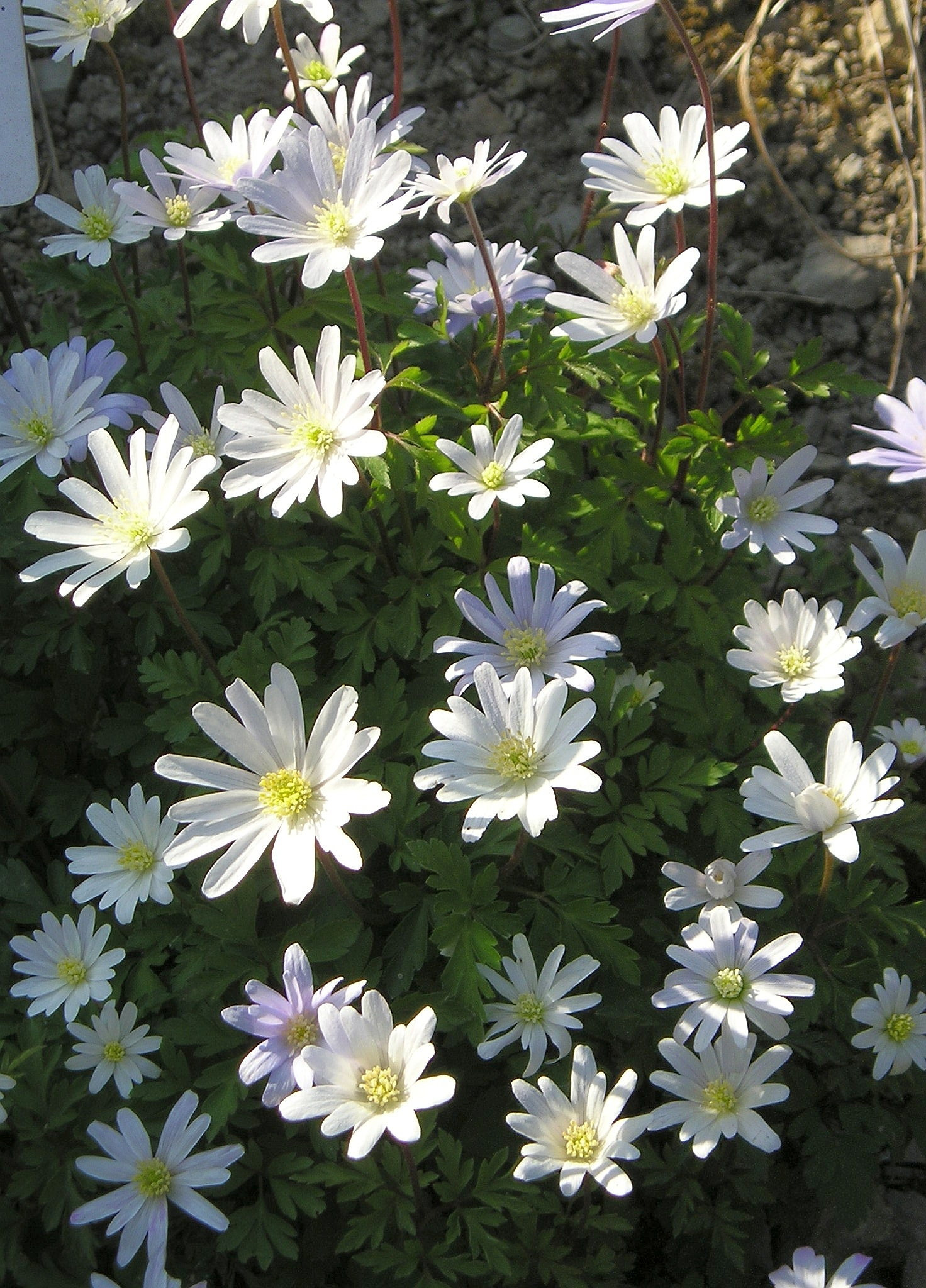
Anemone apennina(інші мови)
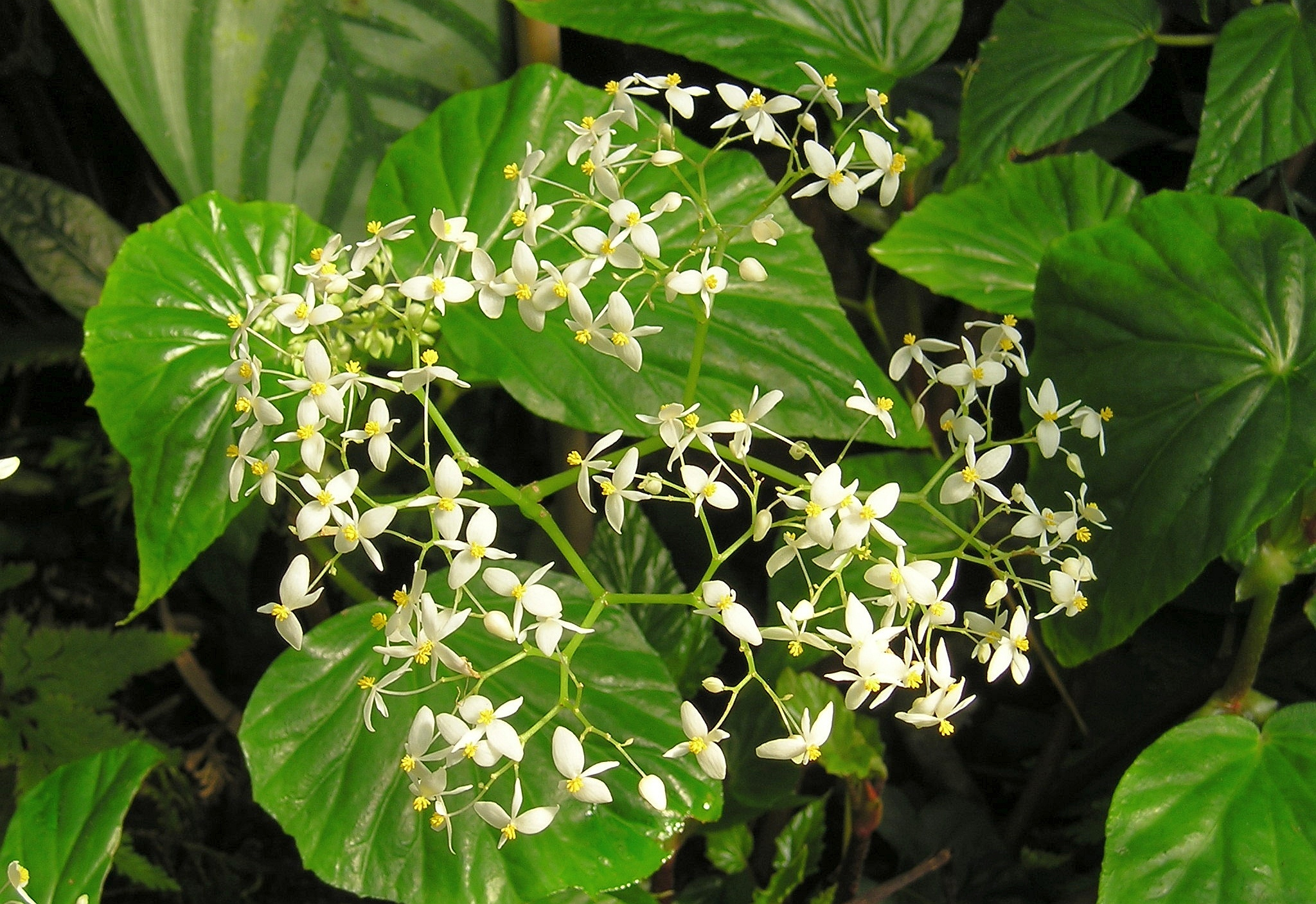
Begonia diptera(інші мови)
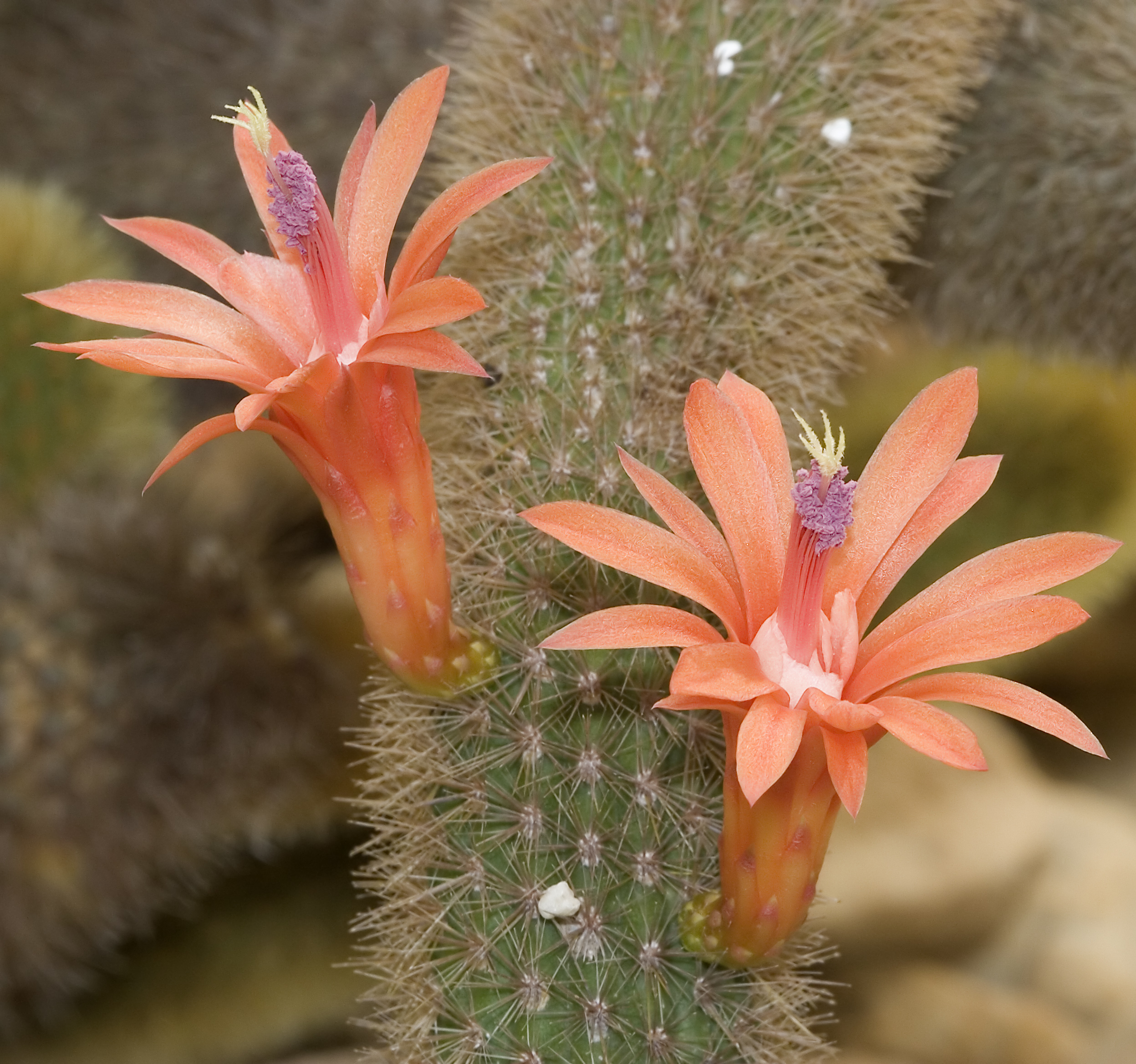
Cleistocactus winteri(інші мови)
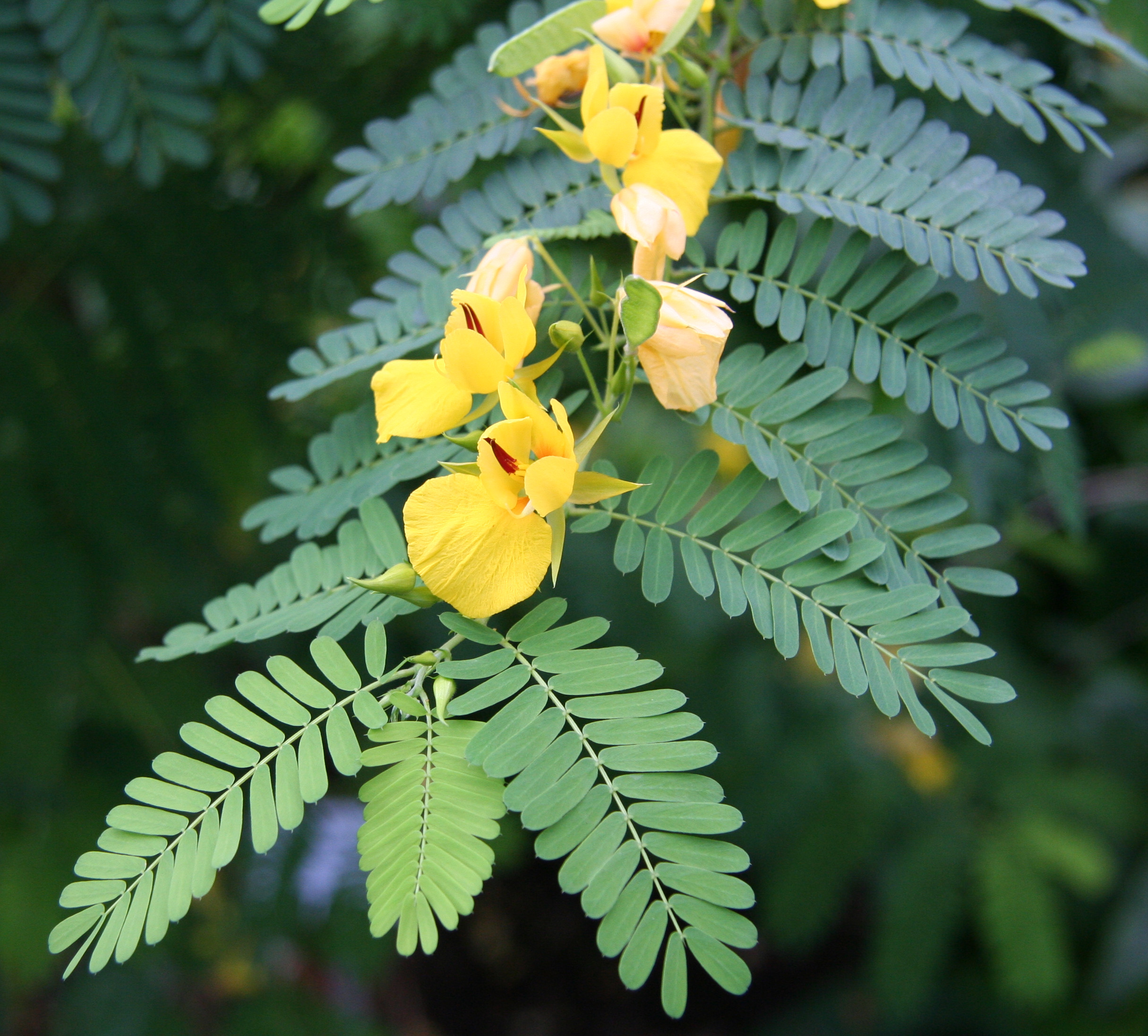
Chamaecrista glandulosa(інші мови)
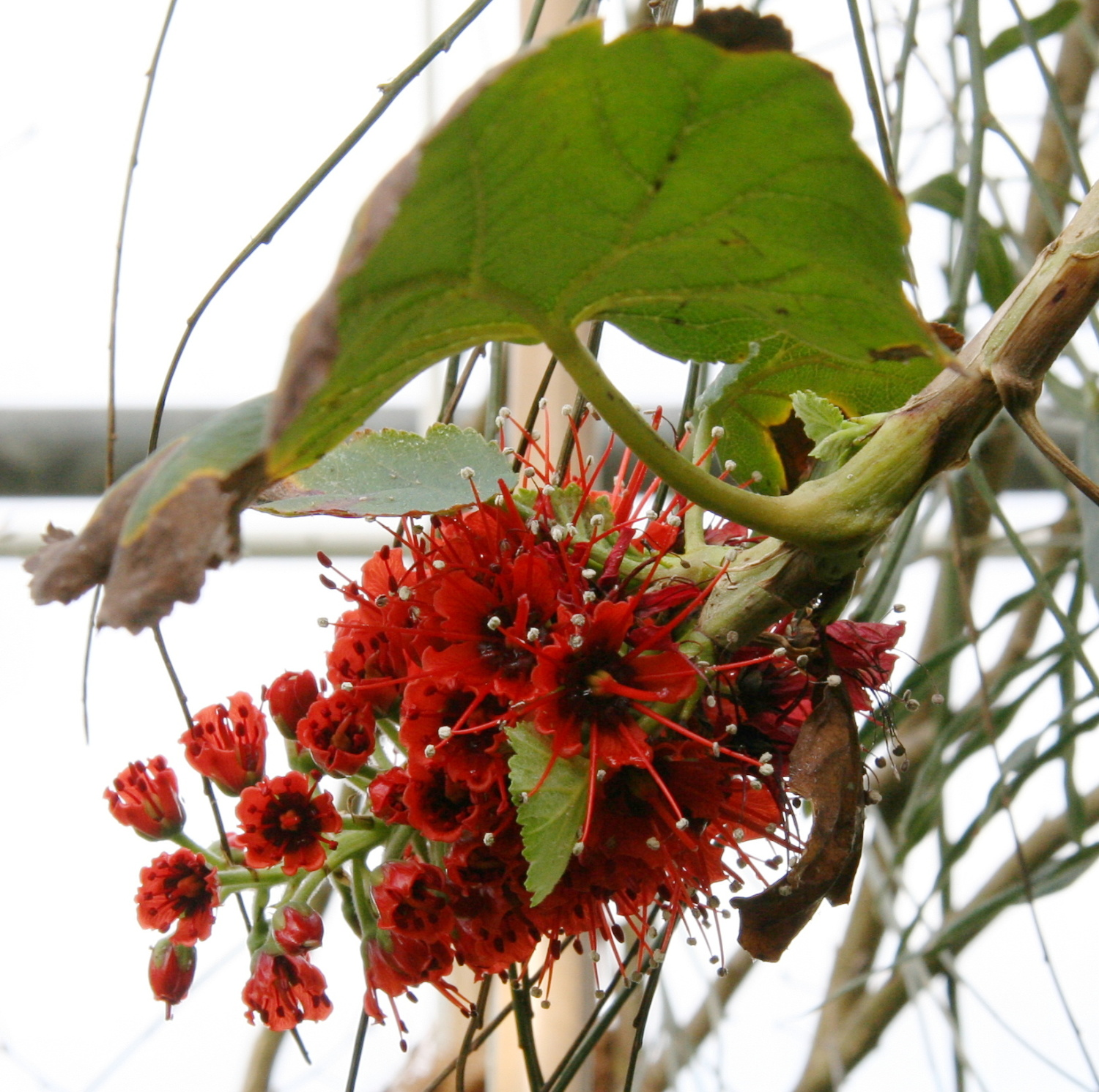
Greyia sutherlandii(інші мови)
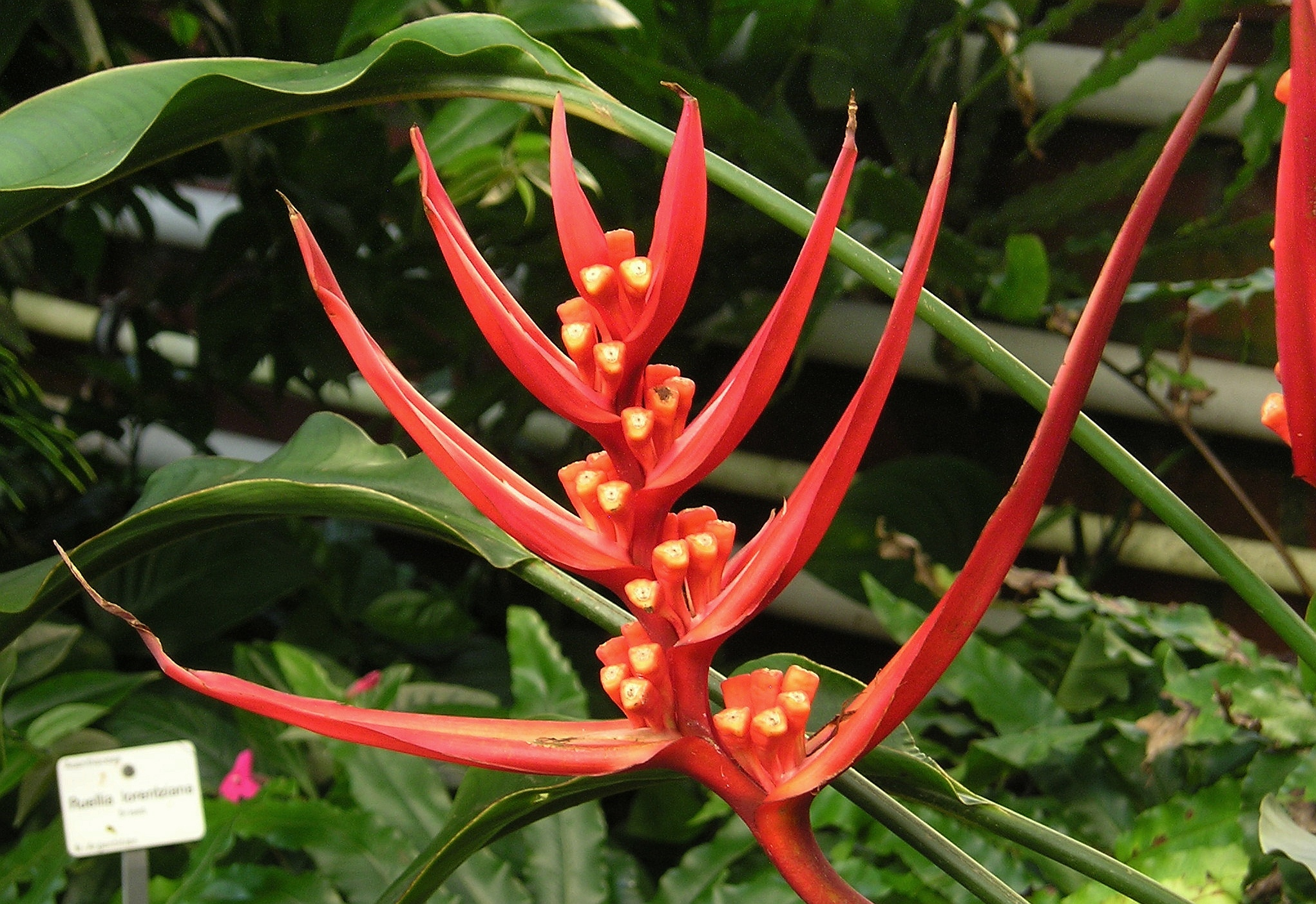
Heliconia angusta(інші мови)
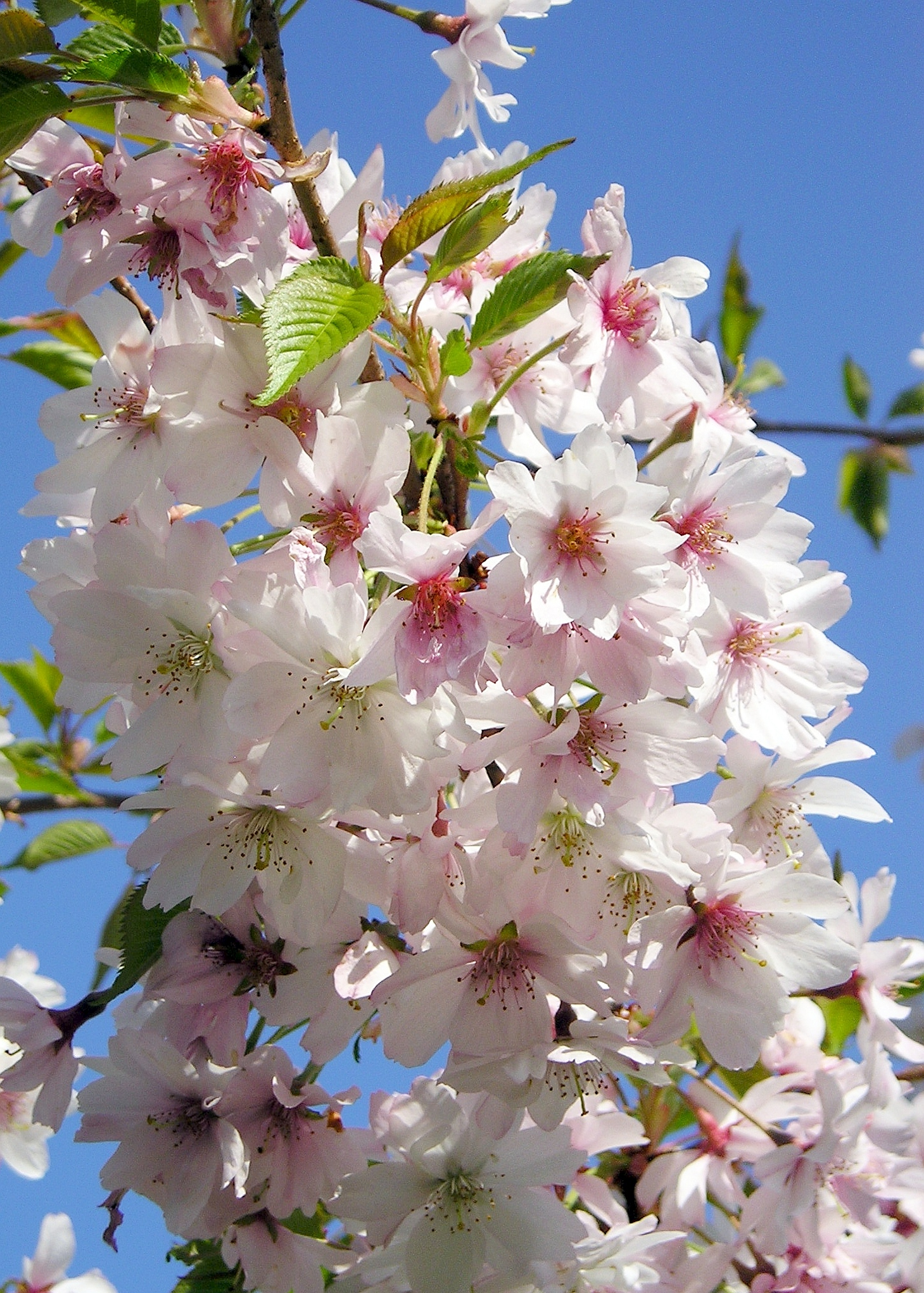
Prunus subhirtella
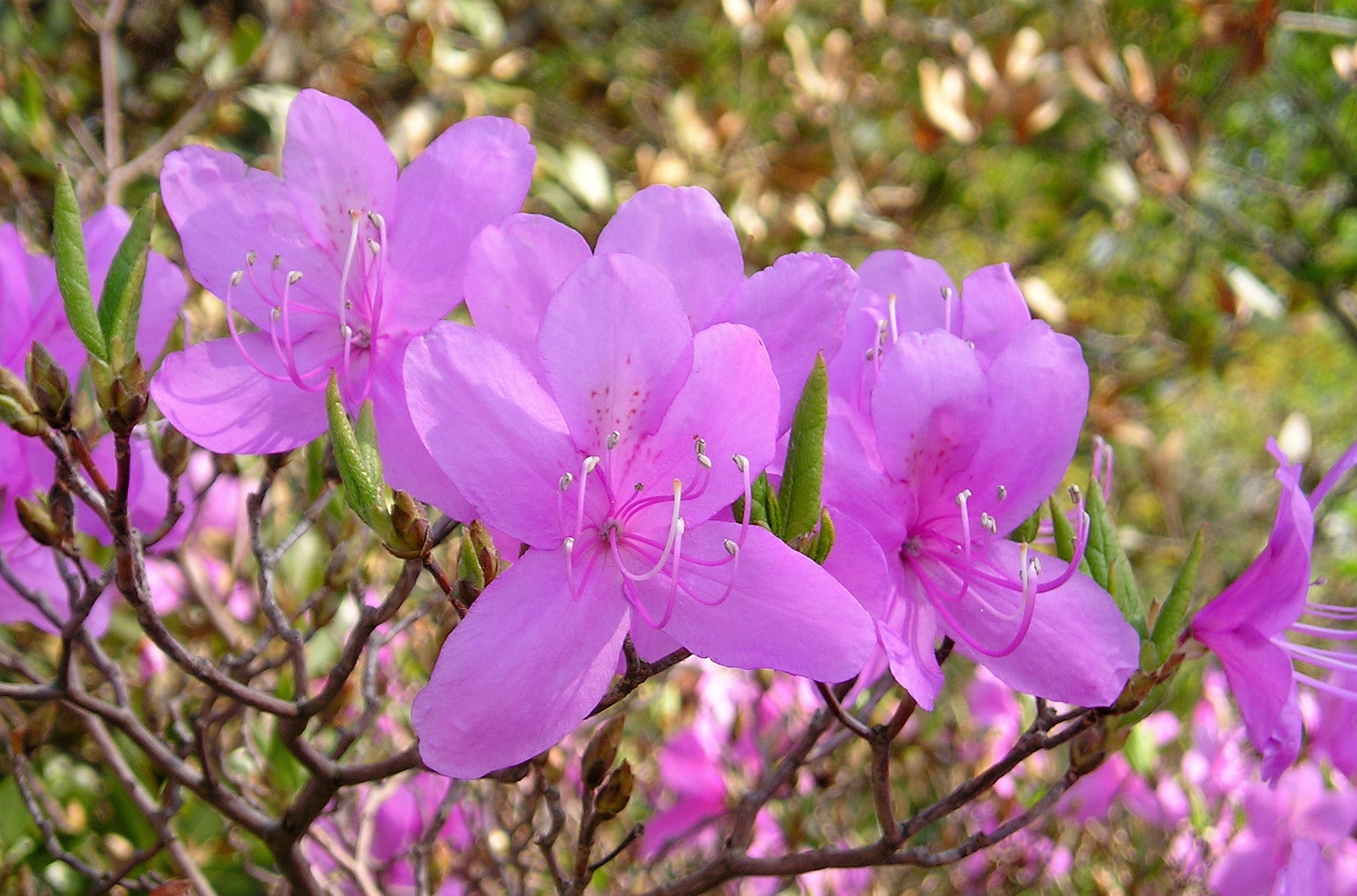
Rhododendron reticulatum(інші мови)
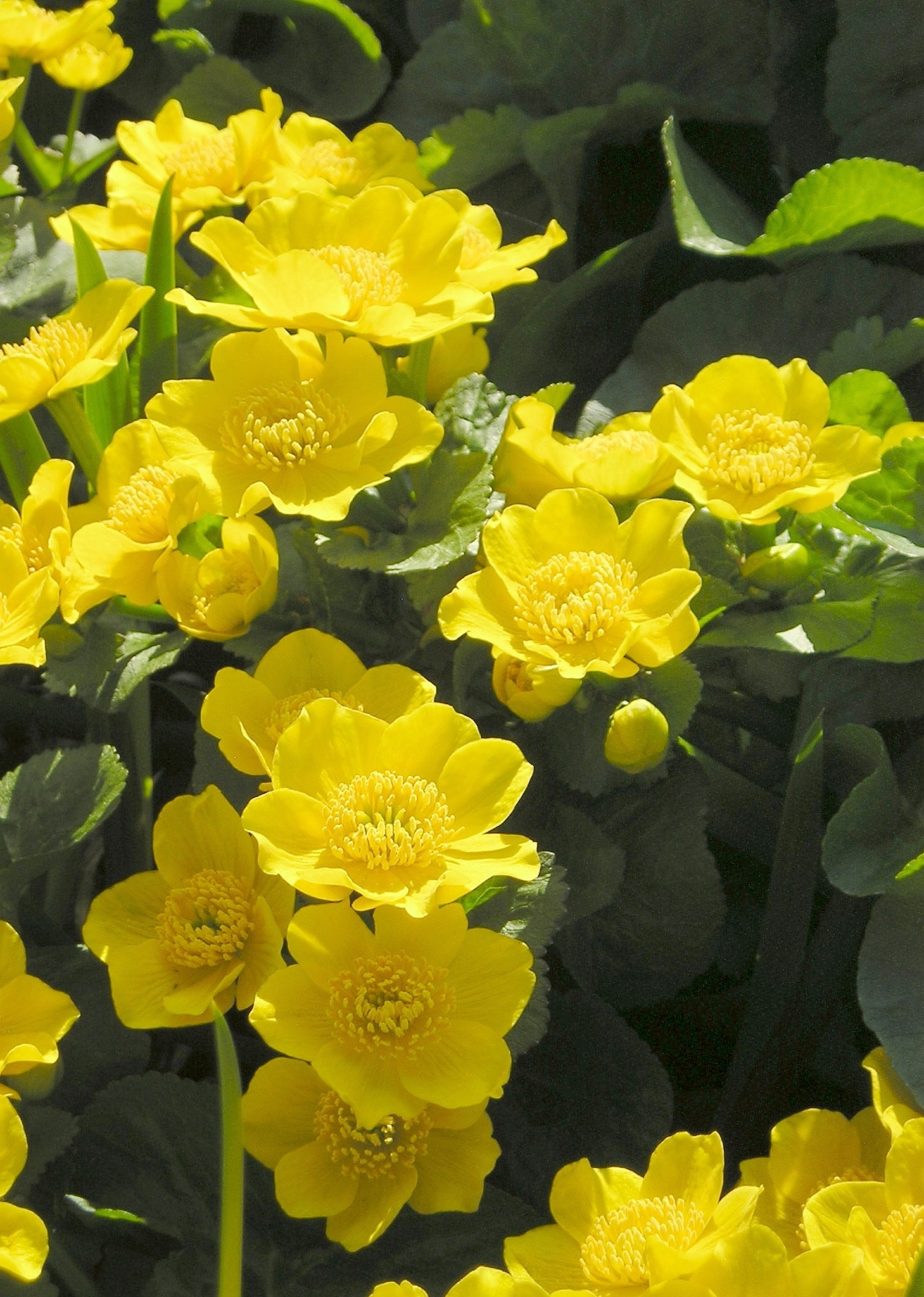
Caltha palustris
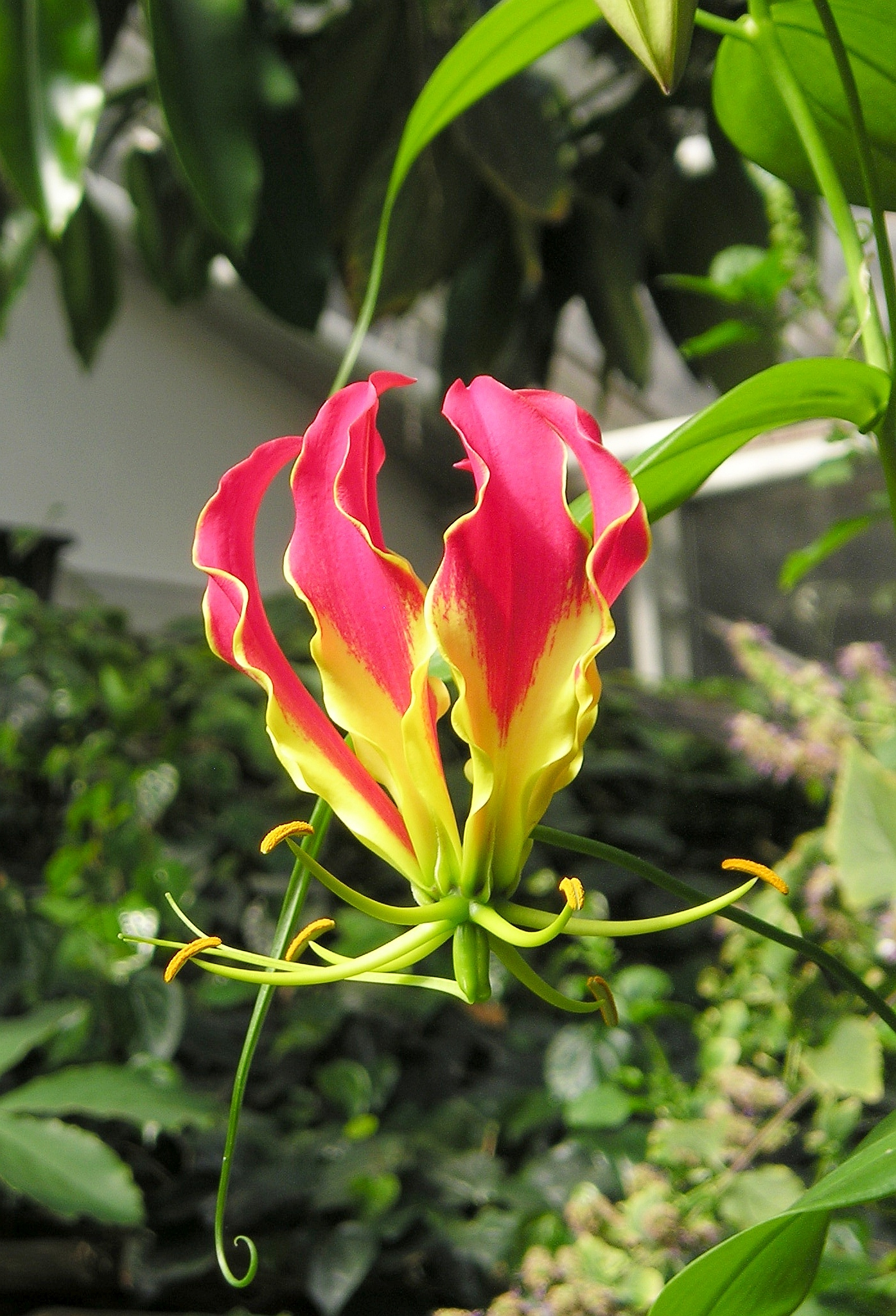
Gloriosa superba(інші мови)
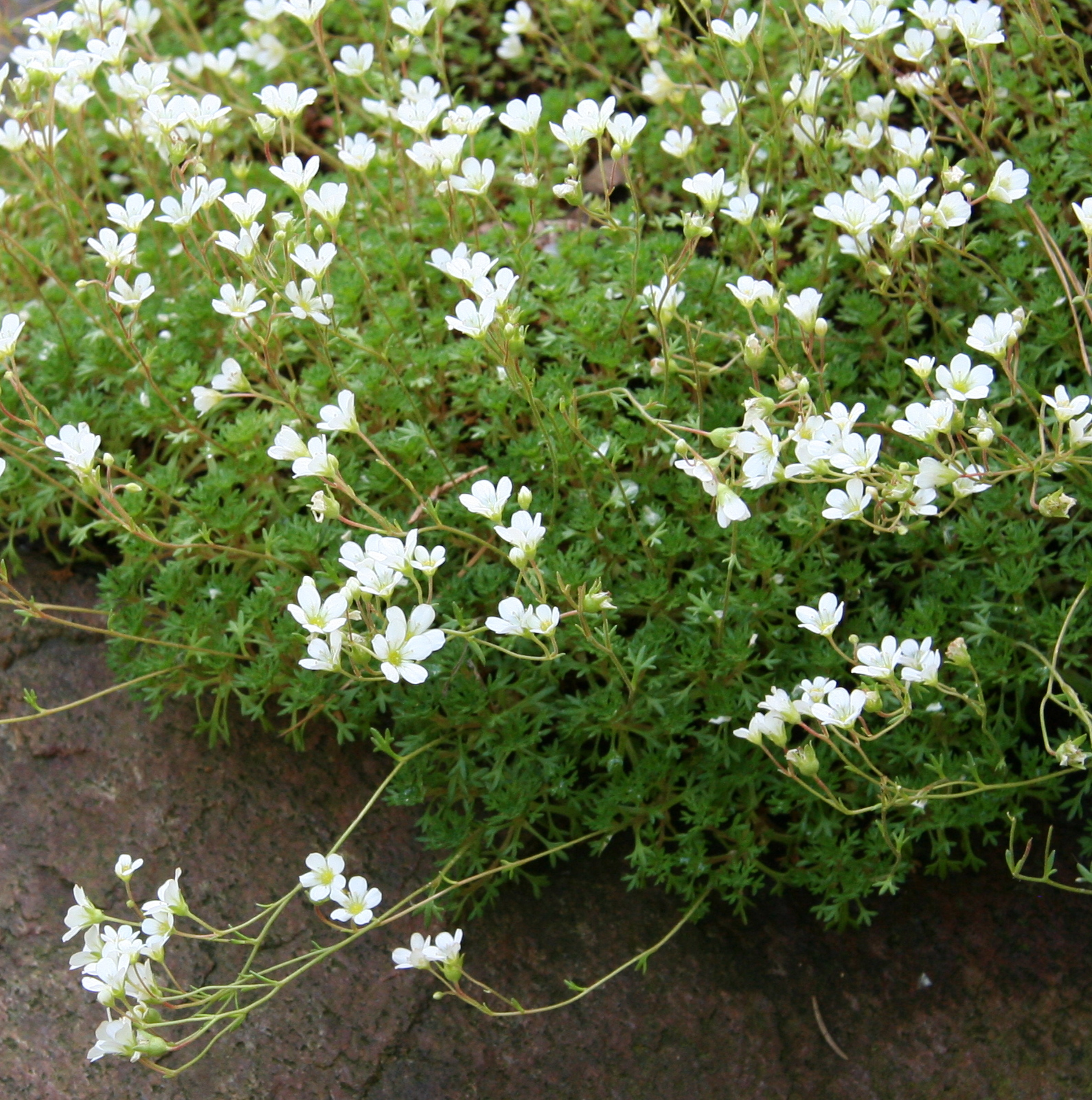
Saxifraga vayredana(інші мови)
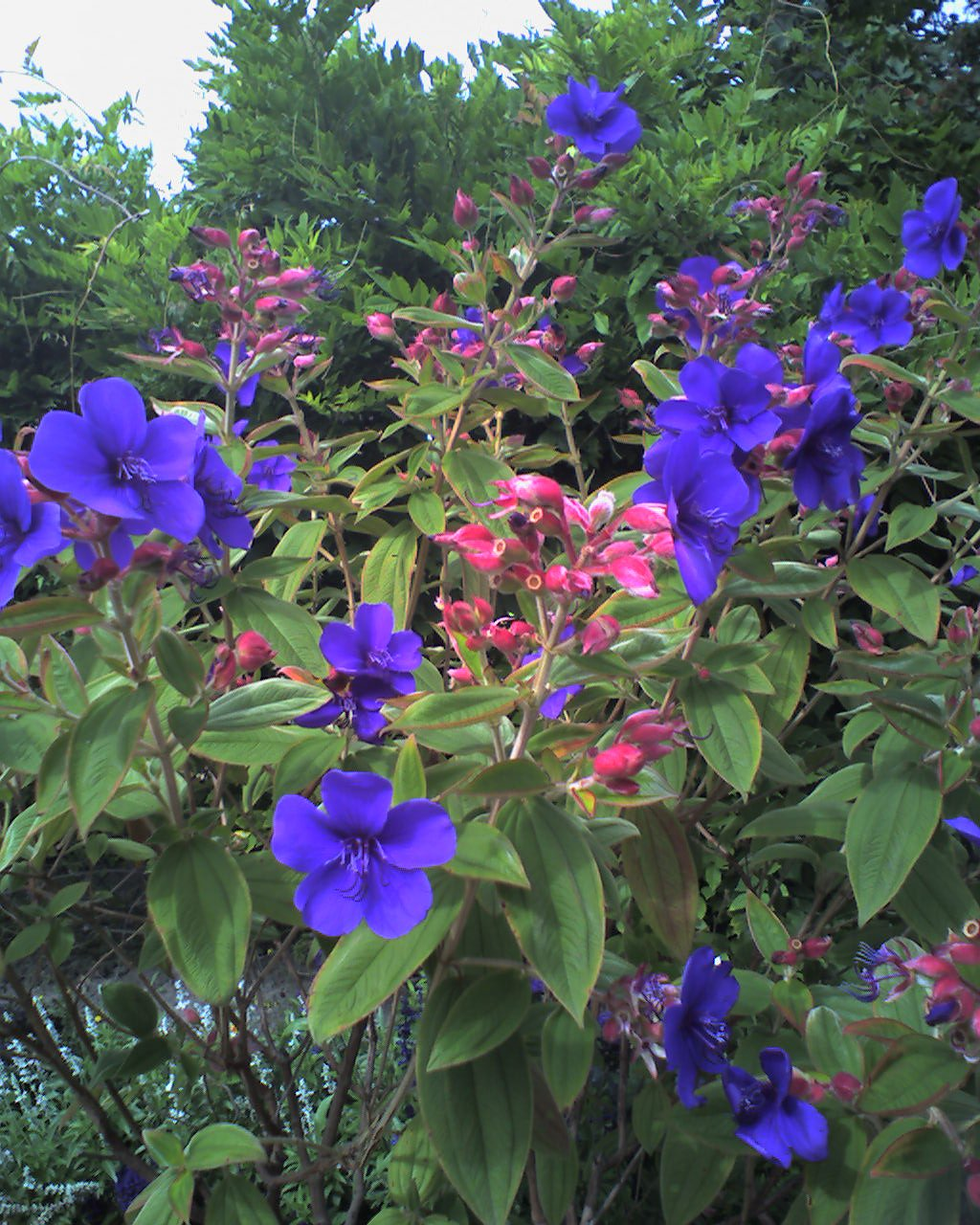
Tibouchina urvilleana(інші мови)